# Мартинович, Виктор Валерьевич
Ви́ктор Вале́рьевич Мартино́вич (бел. Віктар Марціновіч; род. 9 сентября 1977, Ошмяны) — белорусский писатель, искусствовед и журналист.

## Биография
В 1999 году окончил факультет журналистики, в 2002 году — аспирантуру БГУ.
С 2002 по 2015 г. заместитель главного редактора информационно-аналитического еженедельника «БелГазета».
27 июня 2008 года в Вильнюсской художественной академии (Литва) защитил докторскую диссертацию на тему «Витебский авангард (1918—1922): социокультурный контекст и художественная критика» («Віцебскі авангард (1918—1922): сацыякультурны кантэкст і мастацкая крытыка»), имеет учёную степень PhD по истории искусств. Преподаёт в Европейском гуманитарном университете.
В октябре-декабре 2014 года занимался научно-исследовательской работой в Институте гуманитарных наук в Вене (Австрия), где в рамках программы им. Милены Есенской готовил работу о витебском периоде жизни и творчества Марка Шагала.
В марте 2022 года подписал открытое письмо, осуждающее российское вторжение на Украину.

## Литературная деятельность

### «Паранойя», роман (2009)
Первый роман на русском языке, «Паранойя», издан в 2009 году российским издательством «АСТ». По мнению некоторых источников, продажа романа в книжных магазинах Минска и в белорусских интернет-магазинах была негласно запрещена, однако официальных подтверждений этому нет.
Рецензия In Darkest Belarus («В тёмной Беларуси») на роман «Паранойя», написанная Тимоти Снайдером, была опубликована в New York Review of Books 28 октября 2010 года.

### «Сцюдзёны вырай», роман (2011)
В июне 2011 года Виктор Мартинович презентовал второй роман — «Сцюдзёны вырай» («Холодный рай»), написанный на белорусском языке. Это первый роман белорусской литературы, опубликованный в виде Интернет-релиза. По воле автора, это произведение должно распространяться исключительно в электронной форме.
По словам автора, роман «Сцюдзёны вырай» — «… о том, что такое Беларусь. Ни на одном другом языке этот текст появиться не мог. Де-факто это текст с тройным самоубийством автора (…). Это текст, который все время называет себя не текстом, а обманом. (…) Это триллер, в котором злодеи и герои постоянно меняются местами».

### «Сфагнум», роман (2013)
В мае 2013 года на двух платформах и на двух языках (в виде электронного релиза, доступного бесплатно — на русском языке; печатным изданием — в переводе на белорусский) вышел третий роман Мартиновича «Сфагнум». Ещё в форме рукописи роман «Сфагнум» попал в длинный список российской литературной премии «Национальный бестселлер», а в месяц выхода роман стал лидером продаж в белорусской сети магазинов «Белкніга».
Перевод романа на белорусский язык выполнил поэт, переводчик Виталий Рыжков. Хотя в оригинальной (русскоязычной) версии романа присутствует нецензурная лексика, при переводе на белорусский этот пласт лексики был существенно обработан и сведён к минимуму. В результате, по оценке автора, «Белорусскоязычный текст „Сфагнума“, благодаря переводчику […], редактору, издателю, получился такой, что его можно ставить в школьную программу».
Первый тираж романа (500 экз.) был раскуплен в Беларуси в течение двух недель; дополнительный тираж составил ещё 500 экземпляров. Бесплатная электронная версия романа на языке оригинала за два месяца была скачана более 2600 раз. По состоянию на 22 октября 2014, спустя 19 месяцев после выхода электронной версии, роман был скачан с официальной страницы релиза более 4600 раз.

#### Сюжет романа «Сфагнум»
Переводчица Анна Янкута охарактеризовала сюжет романа так: «Трое гопников […] должны тёмным типам кучу денег, и деньги эти нужно как-то добывать. Выбор у мальцов невелик: или ограбить банк, или выиграть в лотерею, или найти клад. Они залегают на дно в болотном краю — и тут начинаются их настоящие приключения».
Социолог Лидия Михеева охарактеризовала главных героев романа так: «…банальные, но по-своему обаятельные гопники, которые ввязываются в криминальную историю, где оказываются, сами того не зная, слепыми орудиями в руках судьбы […] Взглянем на Беларусь глазами тех, кто из новейшей литературы либо выпадал, либо отображался в серо-буро-малиновой гамме врага всему чистому, светлому, национально-сознательному и прогрессивному — с позиции белорусского гопника».

#### Отзывы на роман «Сфагнум»
Издатели называют «Сфагнум» самым «смешным и трогательным» произведением Виктора Мартиновича и характеризуют роман как «гангстерскую комедию», «„Карты, деньги, два ствола“ в белорусской провинции».

Литературный критик Андрей Росинский (бел. Андрэй Расінскі) назвал роман воплощением «трансмифического реализма», отметив, что «…у белорусов появляется стиль, который можно предъявить миру». 
Культуролог Максим Жбанков, сравнивая роман с «успешным поп-продуктом», отмечал: «Теперь у нас есть реальный народный чемпион. Лидер скачиваний, хит продаж […] Срочно допечатывается тираж, народ ликует, критики озадачены».
Другие оценки романа в СМИ:
- «Раман „Сфагнум“ Віктара Марціновіча стаў адной з самых значных падзей у беларускай культуры ў 2013 годзе»[25].
- «Этот, на первый взгляд, приключенческий детектив, вызвал резонанс и расколол белорусов на два лагеря. Одни говорят, что это ещё хуже Донцовой, другие советуют искать контекст и подтекст»[26].

### «Мова 墨瓦», роман (2014)
10 сентября 2014 года вышел четвёртый роман Виктора Мартиновича — «Мова 墨瓦»; жанр романа — «лингвистический боевик». Печатный вариант на белорусском (язык оригинала) был выпущен издательством «Кнігазбор», а печатный вариант в переводе на русский язык — издательством «Логвінаў». Бесплатная электронная версия романа «Мова 墨瓦» на русском языке была выпущена мультилейблом «Пяршак».
Слово, ставшее названием романа — «Мова» — переводится на русский как «Язык», но роман называется «Мова» и в русскоязычной версии. Как поясняет автор, «…названием книги принципиально было выбрано слово „мова“, которое для каждого белоруса сегодня, в 2014-м, является сильным, этически заряженным маркером: тех, кто ровно дышит к „мове“, в обществе нет совсем. Я взял это слово и предложил принципиально иное его прочтение».
Китайские иероглифы 墨瓦, вынесенные в название, читаются как «Мо» и «Ва» и обозначают слова «чернила» и «черепица» соответственно.
Первый тираж романа — 1000 экземпляров — разошёлся по книжным магазинам за две недели. В течение месяца после релиза был выпущен второй тираж (700 экз.). Для белорусскоязычной художественной литературы такие тиражи и темпы продаж считаются большими, если не рекордными. Роман также занял первое место в рейтинге продаж книжного магазина «Логвінаў» за сентябрь 2014 года.
Бесплатная русскоязычная электронная версия романа, по состоянию на 22 октября 2014 года (43 дня после релиза), была скачана более 2000 раз.

#### Сюжет романа «Мова 墨瓦»
Автор анонсировал роман так: «Действие романа „Мова 墨瓦“ происходит в фантастическом будущем. Отделившись стеной от утратившей величие Европы, Китай и Россия образовали процветающее союзное государство, а центр Минска превратился в густонаселенный китайский квартал. Сюжет „Мовы“ разворачивается вокруг загадочных ценностей — скруткаў, объявленных вне закона. Для одних скруткi — возможность получить острые ощущения в мире „шопинг-духовности“, где доступны почти любые удовольствия. Но для других скруткi — это смысл жизни, повод для борьбы и последняя надежда на спасение».

#### Отзывы на роман «Мова 墨瓦»
Литературный критик Андрей Росинский (бел. Андрэй Расінскі) охарактеризовал роман как «сентиментально-ехидную социальную фантастику, белорусскую антиутопию».
По мнению редакции журнала «Большой», «„Мову“ Виктора Мартиновича мы рекомендуем всем своим читателям: одна бессонная ночь стоит этой книги».
В рецензии сайта journalby.com Архивная копия от 27 октября 2014 на Wayback Machine отмечалось: «…идейно и эстетически Виктор Мартинович ничего нового читателям не предлагает, но представляет […] ряд уже существующих идей в занимательной форме, вплетая их в белорусский контекст, с элементами интеллектуального флирта и голливудского блокбастера».

По мнению белорусской писательницы и журналистки Наталки Бабиной, «…Виктор Мартинович сегодня — главная надежда белорусской литературы. Он последовательно растет от книги к книге […] Этот роман рассказывает про чисто белорусские проблемы так, что это может быть интересно всему миру».
Литературные критики Тихон Чернякевич (бел. Ціхан Чарнякевіч) и Павел Абрамович (бел. Павел Абрамовіч) полемизируют относительно значимости романа «Мова 墨瓦» в современной белорусской литературе.

### «Озеро радости», роман (2016)
Пятый роман Виктора Мартиновича «Озеро радости», написанный на русском языке, вышел летом 2016 года в издательстве белорусском «Кнігазбор» (перевод на белорусский язык Виталя Рыжкова) и российском издательстве «Время». Как отмечает Дарья Костенко в рецензии на роман в «Беларусском Журнале»: 
«„Озеро радости“, без сомнений принадлежит большой европейской, и даже мировой литературе, с ее интересом к „маленьким людям“ в любых вариантах — от хоббита Фродо до Рассказчика из „Бойцовского клуба“. И в этом его отдельная крутость. Мартинович не просто рассказывает нам — о нас. Он рассказывает нас миру. Переводит нас на некий универсальный язык метафор и образов».
По информации книжной сети «Белкнига», роман «Озеро радости» стал самым продаваемым изданием в Беларуси за август 2016 года.
В рецензии публицист Марина Охримовская пишет на schwingen.net: «По словам автора, он рассказал о маленьком человеке по имени Яся […] В романе Мартиновича узнается большая страна Беларусь. И в этом видится примета хорошей книги».

### «Ночь» (2018)
12 октября 2018 года в Минске прошла презентация новой книги Мартиновича «Ночь». Книга вышла на белорусском языке, готовится русский вариант. Первый тираж составил 2000 экземпляров для мягкого переплета и 300 для твердого. Для продвижения книги в странах Европы Мартинович заключил контракт с литературным агентством Wiedling Literary Agency Томаса Видлинга (Германия), через которого некоторые российские писатели ищут западных издателей.
В романе показан футуристический Минск, в котором наступает вечная ночь. Солнце перестает светить, все вымерзает, город распадается на государства. Главный герой романа — это Книжник, живущий в Вольной Грушевке. Оттуда начинаются его приключения. Это роман-игра, как говорит автор. Сам Мартинович объясняет интерес к этому времени суток тем, что темнота сильно меняет человека.

### «Революция» (2020)
Роман написан  в 2013 году, ещё до всех последующих важных и трагических, всколыхнувших мир событий, про Беларусь там почти ни слова нет, действие происходит в Москве 2000-х: постоянно рефлектирующий интеллигент-эмигрант из Беларуси неожиданно для себя получает власть и та на него действует разлагающе. Роман издан на белорусском языке в 2020 году издательством "Кнігазбор" и 15 марта 2021 года на русском языке московским издательством "Время".

### Переводы произведений
В 2010 году повесть Виктора Мартиновича «Табу» (Taboo) была переведена на английский язык и опубликована в сборнике Best European Fiction 2011. Повесть отмечалась в рецензиях на сборник, опубликованных в изданиях The New York Times и The Independent.
В 2011 году роман «Паранойя» был выбран Американским ПЕН-центром в числе 11 книг, перевод которых на английский язык спонсируется этой организацией в 2011 году. Перевод романа «Паранойя» на английский язык осуществила Диана Немец Игнашева (Diane Nemec Ignashev) — специалист по русской литературе, доктор философии (Университет Чикаго), профессор Карлтон Колледж (штат Миннесота). По её словам, интерес к роману обусловлен одновременно и литературной эстетикой, и политикой. Перевод первой главы романа «Паранойя» был опубликован в литературном журнале Epiphany (зима-осень 2011/2012).
В 2013 году роман «Паранойя» в переводе на английский язык был издан в США. Издатель — Northwestern University Press.
В 2014 году роман «Паранойя» в переводе Томаса Вайлера на немецкий язык был издан в Германии. Издатель — Voland&Quist.
В 2016 году роман «Мова» в переводе Томаса Вайлера на немецкий язык вышел в Германии. Издатель — Voland&Quist.
В 2021 году роман «Революция» в переводе Томаса Вайлера на немецкий язык вышел в Германии. Издатель — Voland&Quist.

## Публичные лекции, презентации

### Лекции, мастер-классы
В октябре 2011 года при помощи Белорусской ассоциации журналистов (БАЖ) была организована встреча Виктора Мартиновича с читателями в городе Бобруйске.
В мае 2012 года в клубе «Чердачок» (г. Витебск) прошла публичная лекция Виктора Мартиновича на тему «Как написать плохой текст». Как сообщалось в анонсе лекции, «автор не станет рассказывать, как писать достойные материалы. Несмотря на свой многолетний „роман с текстом“, он до сих пор не знает, как это делать».
В июне-августе 2014 года Виктор Мартинович в качестве эксперта принимал участие в пресс-клубах — мероприятиях, организованных кампанией «Будзьма беларусамi!» для представителей локальных СМИ. В Витебске и Гомеле региональным журналистам была прочитана лекция о конструировании и репрезентации культуры в масс-медиа. В Могилёве с региональными журналистами обсуждали «белорусский мейнстрим, правду в СМИ и тренд Glocal», в Бресте — «локальных культурных героев», в Гродно — «актуальные вопросы культурной журналистики», в том числе — «иерархию среди творческой элиты».

### Презентации, автограф-сессии
- 12 июня 2013 года — презентация романа «Сфагнум» в минском филиале Института им. Гёте[67][68] (фоторепортаж kp.by).
- 10 сентября 2014 года — автограф-сессия в минском книжном магазине «ЛогвінаЎ»[69] (фоторепортаж kp.by).
- 23 сентября 2014 года — презентация белорусскоязычной версии романа «Мова 墨瓦» в Витебске[31][70] (фоторепортаж vkurier.by)
- 29 сентября 2014 года — презентация белорусскоязычной версии романа «Мова 墨瓦» в Минске[71] (фоторепортаж budzma.by).
- 9-10 октября 2014 года — презентация[72] немецкого перевода романа «Паранойя» на Франкфуртской книжной ярмарке.
- 12-16 октября 2014 года — презентации[73] немецкого перевода романа «Паранойя» на литературных салонах в городах Йена, Потсдам, Лейпциг и Дрезден (организатор презентаций — издательство Voland&Quist).
- 21 октября 2014 года — презентация[74] белорусскоязычной версии романа «Мова 墨瓦» в Лунинце.
- 22 октября 2014 года — презентация[75] русскоязычной версии романа «Мова 墨瓦» в минской «Галерее Ў» и открытие выставки графических работ Натальи Горячей, посвящённых воображаемому миру романа.
- 23 октября 2014 года — презентация[33] белорусскоязычной версии романа «Мова 墨瓦» в Гродно.
- 9 сентября 2016 года — автограф-сессия романа «Озеро радости» в магазине Академкнига, в которой приняло участие более 200 читателей[76].
- 21 сентября 2016 года — встреча с читателями в Могилеве[77].
- 25 сентября 2016 года — выступление на книжной ярмарке в Гётеборге (Швеция).
- 27 сентября 2016 года — презентация романа «Озеро Радости» в Минск[78].

## Экранизации
В 2019 году по роману «Возера радасці» снят одноимённый короткометражный белорусскоязычный фильм.

## Премии и номинации
- 2012, январь: роман «Сцюдзёны вырай» включён[79] в длинный список белорусской литературной премии имени Ежи Гедройца.
- 2012, март: за роман «Сцюдзёны вырай» Виктор Мартинович получил[80] белорусскую литературную премию «Дебют» имени Максима Богдановича в жанре прозы.
- 2013: роман «Сфагнум» включён[81] в длинный список российской литературной премии «Национальный бестселлер».
- 2014, август: Виктор Мартинович получил[82] поощрительную премию за лучший дебют (Encouragement Award) от Европейского общества научной фантастики.

## Произведения
- Паранойя, 2009 г. АСТ
- Сцюдзёны вырай («Холодный рай»), 2011 г., «Пяршак»
- Сфагнум, 2013 г., Кнігазбор, «Пяршак»
- Мова, 2014 г., Кнігазбор, «Логвінаў», «Пяршак»
- Озеро радости, 2016 г., Кнігазбор, «Время»
- Ноч, 2018 г., Кнігазбор
- Рэвалюцыя, Кнігазбор, Минск 2020, ISBN 978-985-7227-71-6